# Jakow Grigorjewitsch Punkin
Jakow Grigorjewitsch Punkin (russisch Яков Григорьевич Пункин; * 8. Dezember 1921 in Saporischschja; † 12. Oktober 1994 ebenda) war ein sowjetischer Ringer. Bei den Olympischen Sommerspielen 1952 in Helsinki wurde er vor Imre Polyák aus Ungarn Olympiasieger.

## Werdegang
Jakow Punkin startete für Metallurg Saporischschja und hatte schon in den späten 1930er Jahren mit dem Ringen begonnen. Zu Beginn des Zweiten Weltkrieges wurde er in die Rote Armee eingezogen. Nach dem Überfall Hitler-Deutschlands auf die Sowjetunion geriet er noch 1941 in deutsche Kriegsgefangenschaft und verbrachte vier Jahre in deutschen Kriegsgefangenenlagern und in deutschen Konzentrationslagern. Anfang 1945 wurde er von der Roten Armee aus einem KZ befreit. Er wog zu diesem Zeitpunkt noch 30 kg. Nachdem er sich von diesen Schrecknissen des Krieges erholt hatte, begann er in Saporoschje wieder mit dem Ringen und Er gehörte schon bald wieder zur sowjetischen Spitzenklasse im griechisch-römischen Stil im Federgewicht. Zum ersten Mal wurde er 1949 sowjetischer Meister. Da die Sowjetunion nach der Teilnahme an der Europameisterschaft 1947 erst wieder bei den Olympischen Spielen 1952 in Helsinki an internationalen Meisterschaften im Ringen teilnahm, konnte auch Jakow, vom Start an den kommunistisch gelenkten Weltfestspielen der Jugend 1951 in Berlin (Ost) abgesehen, erst 1952 seine internationale Ringerlaufbahn beginnen. Jakow war in Helsinki sehr erfolgreich, denn er gewann mit fünf Siegen die Goldmedaille im griechisch-römischen Stil im Federgewicht. Im Finale besiegte er seinen härtesten Konkurrenten Imre Polyak aus Ungarn nach Punkten.
Jakow Punkin nahm danach nur noch an Weltmeisterschaften 1953 in Neapel teil. Er gewann dort seine ersten drei Kämpfe und besiegte dabei u. a. auch Anton König, der für das Saarland startete, die damals eigenständiges Mitglied des Welt-Ringerverbandes FILA war, unterlag aber völlig überraschend in seinem vierten Kampf gegen Elie Naasan aus dem Libanon, schied aus und landete auf dem 5. Platz.
Nach 1953 wechselte Jakow in das Leichtgewicht und wurde 1954 und 1955 sowjetischer Meister in dieser Gewichtsklasse. Bei der Weltmeisterschaft im griechisch-römischen Stil in Karlsruhe wurde ihm aber Grigori Gamarnik vorgezogen.

## Internationale Erfolge
(OS = Olympische Spiele, WM = Weltmeisterschaft, GR = griechisch-römischer Stil, Fe = Federgewicht, Le = Leichtgewicht, damals bis 62 kg bzw. 67 kg Körpergewicht)
- 1951, 1. Platz, Weltfestspiele der Jugend in Berlin (Ost), GR, Fe, vor Imre Polyák, Ungarn und Gerhard Lohr, DDR;
- 1952, Goldmedaille, OS in Helsinki, GR, Fe, mit Siegen über Anton Merle, Frankreich, Hassan Bozbey, Türkei, Safi Taha, Libanon, Abdel Rashid, Ägypten und Imre Polyak;
- 1953, 5. Platz, WM in Neapel, GR, Fe, mit Siegen über Anton König, Saarland, Ion Popescu, Rumänien und Bela Torma, Jugoslawien und einer Niederlage gegen Elie Naasan, Libanon;
- 1953, 1. Platz, Weltfestspiele der Jugend in Bukarest, GR, Fe, vor Imre Polyak und Gondzik, Polen

## Sowjetische Meisterschaften
- 1949, 1. Platz, GR, Fe,
- 1950, 1. Platz, GR, Fe,
- 1951, 1. Platz, GR, Fe, vor Bjelow, Moskau und Puur, Tallinn,
- 1952, 1. Platz, GR, Fe,
- 1954, 1. Platz, GR, Le,
- 1955, 1. Platz, GR, Le